# Ralph Maxwell
Ralph B. Maxwell, né le 26 novembre 1919 à Devils Lake (Dakota du Nord) et mort le 28 septembre 2014 à Richville (Minnesota), est un athlète amateur américain, détenteur de plusieurs records du monde d'athlétisme pour les plus de 85 ans et les plus de 90 ans.

## Carrière juridique
Il travaille d'abord comme ouvrier agricole, et entame des études, interrompues par la Seconde Guerre mondiale, au cours de laquelle il est sergent d'infanterie. Il obtient sa licence à la faculté de Droit de l'Université du Dakota du Nord en 1947, et est admis au barreau de cet État. L'année suivante, il épouse Elizabeth Fargusson, dont il aura six enfants. Il est avocat plaidant (barrister) jusqu'en 1967, date à laquelle le Gouverneur de Dakota du Nord, William Guy, le nomme juge en tribunal fédéral de première instance (district court). En 1978, il quitte cette fonction pour présider un tribunal administratif chargé d'affaires de santé et sécurité au travail, sous l'égide de la Occupational Safety and Health Administration, et ce jusqu'en 1985. En 1988, il redevient avocat (non-plaidant: solicitor), jusqu'en 1991. En 1994, il est nommé juge assistant (surrogate judge) à la Cour suprême de Dakota du Nord - une fonction réservée aux juges retraités. En 1997, âgé de près de 80 ans, il prend enfin une pleine retraite.

## Athlétisme
Il se lance dans l'athlétisme à l'âge de 74 ans et prend part à des compétitions d'athlétisme amateur, notamment les championnats de la World Masters Athletics (en), pour athlètes de 35 ans et plus. À dater de juin 2012, il détient quatre records du monde d'athlétisme pour les plus de 90 ans (hommes), établis lors de Jeux de la WMA : 
- 80 m haies : 21 s 62 (établi en juillet 2011)
- 300 m haies : 51 s 31 (établi en août 2010)
- saut à la perche : 1,43 m (établi en juillet 2011)
- décathlon : 7 069 pts (établi en juillet 2011)

Il est également, à dater de 2011, détenteur des records suivants (hommes) obtenus lors des World Senior Games :

Catégorie 85 à 89 ans :
- 100 m : 17 s 80 (2005)
- saut en longueur : 11′ 0″ (3,36 m) (2005)
- saut en longueur sans élan : 5′ 1″ (1,55 m) (2007)
- triple saut : 23′ 0″ (7,01 m) (2005)

Catégorie 90 à 94 ans :
- 200 m : 44 s 88 (2011)
- saut en longueur sans élan : 5′ 1″ (1,55 m) (2011)
- triple saut : 19′ 0″ (5,8 m) (2010)

Il est nommé athlète masculin de l'année 2010 par USA Track and Field, la fédération nationale d'athlétisme des États-Unis,.

## Engagement politique
Le 16 octobre 2012, à trois semaines de l'élection présidentielle américaine de 2012, il publie sur YouTube une vidéo dans laquelle il apparaît, à l'âge de 92 ans, dans son uniforme militaire de la Seconde Guerre mondiale, sous un drapeau américain, et chante un poème qu'il a composé pour critiquer ce qu'il considère comme étant les propositions trop inconstantes du candidat républicain Mitt Romney. Il l'accuse d'avoir renoncé à ses positions autrefois relativement progressistes sur le droit à la santé, les droits des femmes, l'immigration, le changement climatique ou encore le salaire minimum, et appelle à voter pour Barack Obama,. 